# Wengi
Wengi é uma comuna da Suíça, situada no distrito administrativo de Seeland, no cantão de Berna. Tem 7,1 km² de área e sua população em 2018 foi estimada em 613 habitantes.